# Viola keterocarpa
Viola keterocarpa är en violväxtart som beskrevs av Borb. och C. Richt.. Viola keterocarpa ingår i släktet violer, och familjen violväxter. Inga underarter finns listade i Catalogue of Life.